# Ангел Рачов
Ангел Костадинов Рачов е български революционер, деец на Вътрешната македоно-одринска революционна организация и на Върховния македоно-одрински комитет.

## Биография
Рачов е роден в 1864 година в разложкото градче Мехомия, тогава в Османската империя, днес Разлог, България. Присъединява се към ВМОРО. В 1903 година е заловен от властите и осъден на 4 години затвор. Лежи 9 месеца и е освободен вследствие на амнистия.
На 9 април 1943 година, като жител на Разлог, подава молба за българска народна пенсия, която е одобрена и пенсията е отпусната от Министерския съвет на Царство България.
Синът му Георги Рачев Ангелов (1888 – 1977) е комунистически деец, участник в Септемврийското въстание в 1923 година.